# 토마소 말루엔다
토마소 말루엔다(Tomaso Maluenda, 카탈루냐어: Tomàs Maluenda, 라틴어: Thomæ Malvenda, 1566년~1628년 5월 7일)는 스페인 사람인 성경번역자이자 석의자, 역사학자로 활약한 도미니코회 수사였다.

## 생애
말루엔다는 발렌시아주 샤티바에서 태어났다. 어려서부터 복사로 활동하다 도미니코 샤비바 공동체에 들어가 철학, 라틴어 등 당대의 교회 교육을 받는다. 양성을 마치고 1582년 롬바이의 도미니코 수도원에서 종신서원을 마친 이후 수도원에서 철학, 신학 강사로 활동한다. 1600년 그는 체사레 바로니오 추기경의 작품인 교회 연대기를 읽고 비평을 담은 편지를 보낸다. 추기경은 편지를 읽고 그의 박식함과 능력에 반해 당시 수도회 총장인 예로니모 자비에르에게 요청해 그를 로마로 소환한다. 로마로 가던 중 산타마리아 소프라미네르바 수녀원에서 이시도로 알리아가를 만나 평생 친구가 된다. 1601년 로마로 올라온 그는 바로니오 추기경의 고문으로서 활동했으며, 동시에 자비에르 총장의 지시로 예식서 개정, 도미니코회 회칙 개정, 순교사, 수도희 연대기 바르시첼리의 금서 목록 주석에도 나섰다. 이 논고들은 작성되는 즉시 곧바로 출판되기도 했다. 이 시기 그는 이와 별개로 《적그리스도 6권》(Antichristo libri XI, 1604년), 《천국의 기쁨》(De paradiso voluptatis, 1605년)을 저술했다.
1608년 5월 8일 개최된 도미니코회 총회에서 말루엔다는 신학 석박사 학위를 받고 아라곤 지방의 지역 책임자로 임명받는다. 비슷한 시기에 알리아가도 관구장으로 임명되자, 둘은 함께 시종들과 함께 스페인으로 돌아간다. 스페인으로 돌아온 말루엔다는 1610년 총심문관 로자스의 베르나르도의 요청을 받아, 마드리드에서 1612년에 출간된 금서목록 작성 위원회에 참여한다. 알리아가가 발렌시아 대주교로 승좌되자 말루엔다도 발렌시아 공동체로 이동했다. 이 즈음부터 말루엔다는 구약성경의 라틴어 재번역과 주석 작업에 착수했다. 그는 히브리어 직역을 통한 라틴어 말씀 정립을 수행했으나, 안타깝게도 번역은 그의 죽음과 함께 에스겔서 16,16에서 멈추었다. 그의 유고는 1640년대 후반부터 검열과 인노첸시오 10세의 교령 과정을 거쳐 1650년 리옹에서 《성경 주석과 히브리 말씀 새 직역》(라틴어: Commentaria in Sacram Scripturam, una cum nova de verbo in verbum ex hebraeo translatione)이라는 제목으로 출간되었다.

## 저서 목록

### 출판서
- 《미사 소예식서, 소기도서 및 순교록 및 수도회 성인복자 부록》 (Missalia. Breviaria Ordinis et Martirologium cum additamento Sanctorum et Beatorum ordinis, 1603년, 로마)
- 《마가린 드라 빈의 교부 총서에 대한 주석》 (Annotationes alla Bibliotheca SS. Patrum di Marguerin de la Bigne 1604년, 로마)
- 《적그리스도 6권》(De Antichristo libri undecim, 1604년, 로마)
- 《(성경 창세기 2장과 3장이 말씀하는) 천국의 기쁨(과 주석)》(De Paradiso voluptatis, quem Scriptura Sacra Genesis secundo et tertio capite describit, Commentarium, 1605년, 로마)
- 《옛 교부 저자들의 정선 도서 제 2판》(Expurgatio Bibliothecæ Veterum Patrum Ecclesiastorum Auctorum. Editionis secundæ, 1605년, 파리)
- 《주후 1612년 새 금서목록》(Index novus expurgatorius, anni 1612, 1612년, 마드리드)
- 《순교성인 베드로의 삶과 시성》(Vida y canonización de San Pedro mártir, 1613년, 사라고사)
- 《도미니코회 첫 세기 성인 연보》(Annalium Sacri Ordinis Prædicatorum centuria prima, 1627년, 나폴리)
- 《성경 주석과 히브리 말씀 새 직역》(Commentariorum in Sacram Scripturam, una cum nova de verbo ad verborum ex hebræo translatione variisque lectionibus, 1650년, 리옹) 2 3 4 5
- 《성경에 대한 열두 부분》(Duodecim fragmenta ad Sacram Scripturam pertinentia, 1655년, 발렌시아)